# Красноголовець ялиновий
Красноголовець ялиновий (Leccinum piceinus) — вид їстівних базидіомікотових грибів родини болетові (Boletaceae).

## Опис
Капелюшок у діаметрі від 3 до 9 см, овальної форми, з віком розкривається, червоного забарвлення. Ніжка завдовжки 8-13 см, у діаметрі 1,5-3 см. М'якоть приємного смаку зі слабим запахом, білого кольору. Спори коричневого забарвлення.

## Поширення
Красноголовець ялиновий росте з червня по листопад під ялинами зазвичай на кислих ґрунтах. Найчастіше його можна знайти в передгірних і гірських районах.